# ماكدونيل دوغلاس واي سي-15
ماكدونيل دوغلاس واي سي-15  (بالإنجليزية: McDonnell Douglas YC-15)‏ هي طائرة ستول (STOL) للإقلاع والهبوط من مدرجات قصيرة، للنقل التكتيكي، ذات أربعة محركات، أنتجت في الولايات المتحدة. من صناعة ماكدونل دوغلاس. كان أول طيران لها في 26 أغسطس 1975.